# 液态燃料钍基熔盐实验堆
液态燃料钍基熔盐实验堆（全称2MWt液态燃料钍基熔盐实验堆）是位于中华人民共和国甘肃省武威市的使用釷燃料發電的熔盐堆，该核反应堆为实验性质，属第四代核反应堆，功率为2兆瓦。

## 历史
20世纪七十年代初，中国科学院上海应用物理研究所曾参加七二八工程并先后建成了熔盐堆零功率冷态实验堆和轻水零功率实验堆。2011年，中国科学院启动钍基熔盐堆核能系统（TMSR）专项研究计划，由上海应用物理研究所牵头重启研发TMSR。目标是用约20年的时间达成在国际上首先实现钍基熔盐堆的应用，并建立相关产业链与科研队伍。
2017年4月，甘肃省武威市政府与中国科学院签订合作协议，于民勤县展开钍基熔盐堆核能系统项目的研究与建设，该项目总投资220亿元，分两期建设，于2018年9月开工至2021年完工其主体工程：2MWt液态燃料钍基熔盐实验堆（TMSR-LF1）。
2023年6月7日，中国国家核安全局颁发了该项目的运行许可，准许其进行装料、调试和试运行。同年10月11日，TMSR-LF1首次达到临界状态。2024 年6月17日實現滿功率（2MW t）運行，10月8日，在熔鹽中含釷的情況下滿功率運行了 10 天；檢測到了鏷-233 ，表明核增殖成功。

## 合规文件
| 文件名称                                                                 | 文件编号              | 发布机关     | 发布日期       |
| ------------------------------------------------------------------------ | --------------------- | ------------ | -------------- |
| 关于颁发2MWt液态燃料钍基熔盐实验堆运行许可证的通知                       | 国核安发〔2023〕100号 | 国家核安全局 | 2023年6月7日   |
| 关于2MWt液态燃料钍基熔盐实验堆环境影响报告书（运行阶段）的批复           | 环审〔2023〕46号      | 生态环境部   | 2023年6月7日   |
| 关于批准《2MWt液态燃料钍基熔盐实验堆建造阶段质量保证大纲》（V2.4）的通知 | 国核安发〔2022〕150号 | 国家核安全局 | 2022年8月11日  |
| 关于批准《2MWt液态燃料钍基熔盐实验堆调试大纲》（V1.3版）的通知           | 国核安发〔2022〕146号 | 国家核安全局 | 2022年8月2日   |
| 关于颁发2MWt液态燃料钍基熔盐实验堆建造许可证的通知                       | 国核安发〔2020〕20号  | 国家核安全局 | 2020年1月13日  |
| 关于2MWt液态燃料钍基熔盐实验堆环境影响报告书（建造阶段）的批复           | 环审〔2019〕149号     | 生态环境部   | 2019年11月29日 |
| 关于同意开展2MWt液态燃料钍基熔盐实验堆相关核安全设备活动的复函           | 国核安函〔2019〕55号  | 国家核安全局 | 2019年7月31日  |
| 关于颁发2MWt液态燃料钍基熔盐实验堆场址选择审查意见书的通知               | 国核安发〔2018〕322号 | 国家核安全局 | 2018年11月30日 |
| 关于2MWt液态燃料钍基熔盐实验堆环境影响报告书（选址阶段）的批复           | 环审〔2018〕121号     | 生态环境部   | 2018年11月26日 |
| 关于钍基熔盐实验堆以Ⅱ类研究堆开展前期工作有关问题的复函                  | 国核安函〔2015〕128号 | 国家核安全局 | 2015年11月26日 |

## 未來計劃
計劃在同一地點建设十兆瓦电功率（10MWe）小型模块化钍基熔盐堆（设计最大热功率60MWt）和升级干法分离研究装置为核心的钍基燃料盐研究系统及配套设施，該項目预计2025年年内破土动工，2030 年首次临界并满功率运行为目标推进工作。新反應器的規格包括：3公尺高、2.2公尺寬的核心石墨、700°C的工作溫度、60兆瓦的熱輸出，以及一個基於超臨界二氧化碳的實驗性閉式循環燃氣渦輪機，可將熱輸出轉換為10兆瓦的電能。此反應器的輸出也將用於展示透過高溫水分解來生產氫氣（「紫氫」）。
10兆瓦工程完工後，計畫於2030年開始建造一座至少100兆瓦的商用小型模組化反應器（SMR）。 一項名為smTMSR-400的提案規定，其熱容量為400兆瓦，發電量為168兆瓦當量。反應爐可能建在中國中部和西部地區，也可能建在中國境外的一帶一路沿線國家；作為低碳發電廠，它們將有助於實現中國政府2060年碳中和的目標。